# Roman Szewczyk
Roman Edward Szewczyk (* 18. März 1965 in Bytom) ist ein ehemaliger polnischer Fußballspieler.

## Karriere
Roman Szewczyk begann seine Karriere bei Szombierki Bytom und spielte ab der Saison 1982/83 in der ersten polnischen Liga, in der er in insgesamt 185 Einsätzen 23 Tore erzielte. Anfang 1989 wechselte er für ein Jahr zu Śląsk Wrocław. Danach wurde er mit GKS Katowice 1991 und 1993 polnischer Pokalsieger.
1993 ging er zum FC Sochaux in die zweite französische Liga, ehe er 1996 ablösefrei zum SV Austria Salzburg wechselte. Mit Austria Salzburg gewann er in der Saison 1996/97 die österreichische Meisterschaft sowie den Supercup. In der Saison 1999/2000 führte der gelernte Verteidiger seine Mannschaft in das ÖFB-Pokalfinale, das jedoch im Elfmeterschießen knapp gegen den Grazer AK verloren ging. Der Innenverteidiger zeigte bis in die Saison 2003/04 hervorragende Leistungen, ehe er auf Grund seines Alters und seiner zahlreichen Verletzungen mit dem Profifußball aufhören musste.
Von 2004 bis 2006 spielte Szewczyk noch als Amateurspieler für UFV Thalgau in der 2. Salzburger Landesliga Nord. In der Saison 2006/07 fungierte er als Nachwuchsbetreuer beim FC Red Bull Salzburg.
In der Saison 2007/08 begann Szewczyk beim FC Bergheim in der 1. Klasse Nord in Salzburg nochmal zu spielen und trug so zum Aufstieg der Flachgauer in die zweite Landesliga bei.
Seit der Saison 2008/09 ist er neben seiner Tätigkeit als Scout für Red Bull Salzburg als Trainer in Bergheim bei Salzburg beschäftigt. Alle Trainer genießen innerhalb der Bergheimer Mannschaft höchstes Ansehen und stellen so ein wichtiges Grundfundament des dort ansässigen Fußballvereins dar.

## Erfolge
SV Austria Salzburg
- 1 × Österreichischer Meister: 1997
- 1 × Österreichischer Supercupsieger: 1997
- 1 × Österreichischer Hallen-Cup-Sieger: 1999
- 1 × Österreichischer Cupfinalist: 2000
- 2 × Polnischer Pokalsieger: 1991, 1993

FC Bergheim
- 1 × Aufstieg in die 2. Salzburger Landesliga Nord: 2008

| Personendaten    | Personendaten             |
| ---------------- | ------------------------- |
| NAME             | Szewczyk, Roman           |
| ALTERNATIVNAMEN  | Szewczyk, Roman Edward    |
| KURZBESCHREIBUNG | polnischer Fußballspieler |
| GEBURTSDATUM     | 18. März 1965             |
| GEBURTSORT       | Bytom                     |